# Lasiplexia cupreomicans
Lasiplexia cupreomicans är en fjärilsart som beskrevs av Max Wilhelm Karl Draudt 1950. Lasiplexia cupreomicans ingår i släktet Lasiplexia och familjen nattflyn. Inga underarter finns listade i Catalogue of Life.